# Hugh Samuel Johnson
Hugh Samuel Johnson (Fort Scott, 5 de agosto de 1882 - Washington D. C., 15 de abril de 1942) Soldado estadounidense y oficial de la National Recovery Administration (Administración para la recuperación nacional).
Nació en Fort Scott en 1882. Tras graduarse en la Academia Militar de los Estados Unidos en 1903, Johnson fue oficial en el ejército. Johnson estuvo al mando del general John J. Pershing en México durante 1916 y el año siguiente se convirtió en vicemariscal superior general en Washington.
Cuando los Estados Unidos entraron en la Primera Guerra Mundial, Johnson colaboró en la redacción de la Selective Service Act (Decreto de reclutamiento selectivo) de 1917. Ya en 1918 Johnson había alcanzado el rango de brigada general. Su tarea más importante era la de coordinar las adquisiciones del ejército encargadas al War Industries Board (Comité de la industria armamentística). Se jubiló en 1919 para convertirse en ejecutivo de la Moline Plow Company, cargo que abandonó en 1927 para ser consejero de Bernard Baruch y participó en la campaña de Franklin Delano Roosevelt en las elecciones presidenciales de 1932.
Johnson jugó un papel importante en la política del New Deal. En 1933 Roosevelt designó a Johnson para administrar parte de la National Recovery Administration (NRA). Se piensa que Johnson copió como modelo el corporativismo fascista italiano. Consistía en la organización de millares de empresas bajo códigos extraídos de asociaciones e industrias comerciales. Sus esfuerzos se vieron reconocidos cuando la revista Time (revista) lo nombró Hombre del Año en 1933. "Pantalones de hierro viejo" podía mezclar teorías sobre la reorganización industrial con el evangelismo en el omnipresente símbolo de la NRA, el "águila azul". Sus discursos ya desvariaban hacia 1934, lo cual atribuyen los historiadores a las profundas contradicciones en las políticas de la NRA y a las grandes ingestas de alcohol mientras trabajaba. Roosevelt lo destituyó en septiembre de 1934, reubicándolo en un puesto de la Works Progress Administration (Administración para el progreso del trabajo). Johnson fue criticado por el secretario de trabajo Frances Perkins a causa de sus inclinaciones fascistas. Johnson apoyó a Roosevelt en las elecciones presidenciales de 1936, pero cuando se anunció el plan de recortes en la judicatura en 1937, denunció a Roosevelt por ser un dictador en potencia. Apoyó a Wendell Willkie, el candidato republicano, en las elecciones presidenciales de 1940. Roosevelt se vengó negándole cualquier cargo durante la Segunda Guerra Mundial.
Un artículo de la revista Time decía que durante un desfile de la NRA en el que los participantes blandían banderolas con el Águila Azul, Johnson alzó la mano a modo de "saludo fascista" Johnson comenta en sus memorias sobre el suceso y la propia revista lo siguiente:
Permanecía sobre el estrado para pasar revista al desfile y había cientos de personas conocidos míos que saludaban al pasar. Debajo de mí había un sinfín de cámaras y sabía que si levantaba la mano por encima de los hombros parecería, y así lo harían ver, un "saludo fascista". Por ello, no la levanté más alto. Lo que hice fue sencillamente extender el brazo y mover la mano. Pero de nada sirvió: la revista Time no tardó en decir que yo no había parado de saludar al modo de Mussolini e incluso tenían una fotografía que lo probaba, pero aquel brazo que se veía no era el mío. Tenía pegado el puño de camisa de un abrigo recortado y era un puño redondeado y acartonado con un anticuado botón, todo lo cual no lo he llevado en mi vida. Pienso que se trataba del brazo del mayor O'Brien, que estaba a mi lado, el que hicieron pasar por el mío.